# William Lithgow
William Lithgow (Lanark, 1582- Lanark, v.1645) est un explorateur et écrivain écossais.

## Biographie
Il effectue pendant vingt ans, de 1609 à 1629, un immense périple pédestre à travers toute la Grande-Bretagne, l'Europe, le tour de la Méditerranée et la Terre sainte.

## Œuvres
- Rare Adventures and Paineful Peregrinations, an account of his travels, 1632
- The Siege of Breda, 1637
- The Siege of Newcastle, 1644
- Poems, 1616
- A most delectable, and true, discourse of peregrination in Europe, Asia, 1640
- The present surveigh of London and England's state, 1643
- Travels and Voyages Through Europe, Asia, and Africa, publié en 1770